# Courtney Lindsey
Courtney Lindsey (Rock Island, 18 de noviembre de 1998) es un deportista estadounidense que compite en atletismo, especialista en las carreras de velocidad.
Ganó dos medallas en los Relevos Mundiales, en los años 2024 y 2025, ambas en la prueba de 4 × 100 m.

## Palmarés internacional
| Relevos Mundiales | Relevos Mundiales | Relevos Mundiales | Relevos Mundiales |
| Año               | Lugar             | Medalla           | Prueba            |
| ----------------- | ----------------- | ----------------- | ----------------- |
| 2024              | Nasáu (Bahamas)   | Medalla de oro    | 4 × 100 m         |
| 2025              | Cantón (China)    | Medalla de plata  | 4 × 100 m         |